# Ranunculus cangshanicus
Ranunculus cangshanicus W.T. Wang – gatunek rośliny z rodziny jaskrowatych (Ranunculaceae Juss.). Występuje endemicznie w Chinach, w północno-zachodniej części prowincji Junnan. 

## Morfologia
PokrójBylina o lekko owłosionych pędach. Dorasta do 36 cm wysokości.
LiścieSą trójdzielne. Mają kształt od klinowego do romboidalnego. Mierzą 2,5–4,5 cm długości oraz 1–3,5 cm szerokości. Nasada liścia ma klinowy kształt. Ogonek liściowy jest nagi i ma 7–14 cm długości.
KwiatySą pojedyncze lub zebrane po 2–3 w kwiatostanach. Pojawiają się w kątach liści lub na szczytach pędów. Mają żółtą barwę. Dorastają do 12–13 mm średnicy. Mają 5 łódkowato eliptycznych działek kielicha, które dorastają do 4–5 mm długości. Mają 5 owalnych płatków o długości 5–7 mm.
OwoceNagie niełupki o jajowatym kształcie i długości 2–3 mm. Tworzą owoc zbiorowy – wieloniełupkę o jajowatym kształcie i dorastającą do 4 mm długości.

## Biologia i ekologia
Rośnie na terenach bagiennych. Występuje na wysokości około 3200 m n.p.m. Kwitnie w sierpniu. 